# Stelis carnosula
Stelis carnosula är en orkidéart som beskrevs av Célestin Alfred Cogniaux. Stelis carnosula ingår i släktet Stelis och familjen orkidéer. Inga underarter finns listade i Catalogue of Life.